# Política de vistos do México

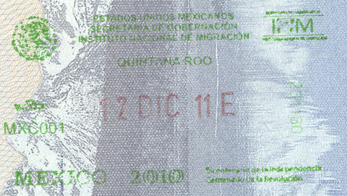
Carimbo de entrada emitido na passagem de fronteira.

O visto mexicano é um documento emitido pelo Instituto Nacional de Migración (INM), órgão administrativo dependente do Secretaría de Gobernación. Cidadãos de 65 países poderão entrar no México sem a necessidade de solicitar visto, bastando apenas o passaporte, e cidadãos de três países poderão processar seu visto eletronicamente.
Todos os viajantes que entram por via terrestre deverão obter o Forma Migratoria Múltiple (Portuguese: Formulário de Imigração Múltipla) FMM emitido pelo INM para apresentar em diversos pontos do país. Este procedimento pode ser feito online através do site do INM. No caso dos viajantes aéreos, o FMM impresso está sendo eliminado em alguns aeroportos do país; como parte de um teste piloto, apenas o passaporte do viajante é carimbado e o FMM é substituído pelo registro de estrangeiros no Sistema Integral de Operação de Imigração sem Formulário de Imigração Múltipla impresso.

## Mapa da política de vistos

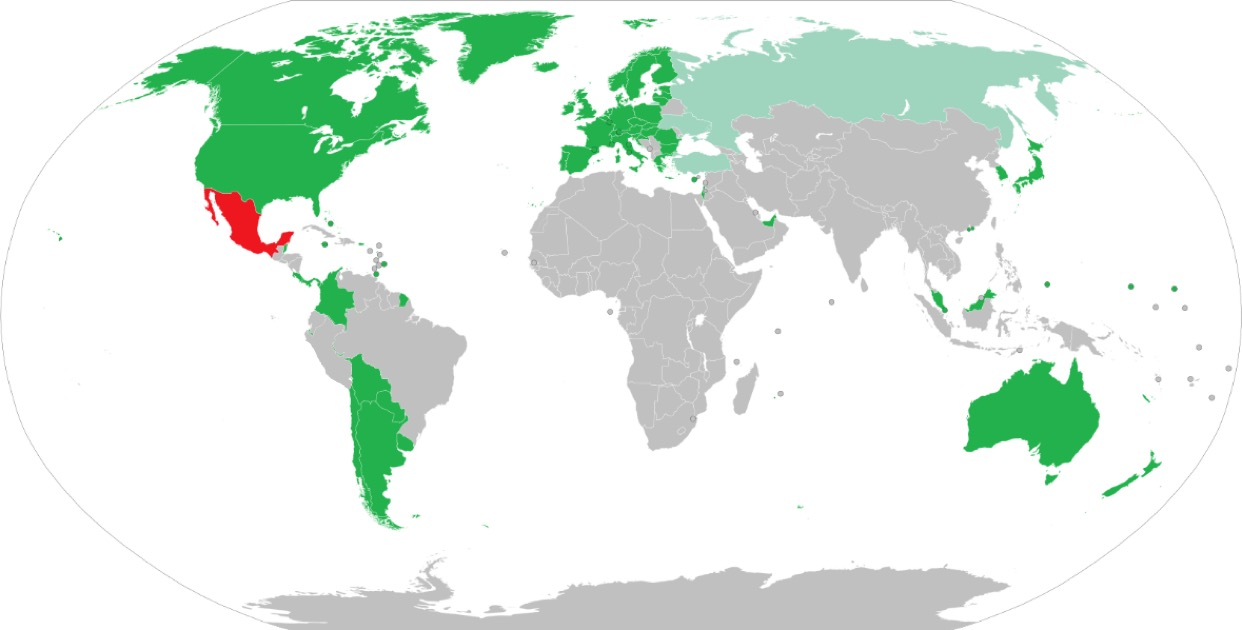
México
Isento de visto
Visto eletrônico
Visto necessário

## Supressão de visto
Pessoas que entram no México a turismo ou negócios podem permanecer até 180 dias e pessoas em trânsito pelo país até 30 dias. Cidadãos dos seguintes países podem entrar no México sem a necessidade de solicitar visto mexicano.
| - União Europeia \| - Andorra - Argentina - Austrália[Notas 2] - Bahamas - Barbados - Belize - Bolivia - Canadá[Notas 3] - Chile[Notas 4] - Colombia[Notas 5] - Coreia do Sul - Costa Rica - Emirados Árabes Unidos \| - Estados Unidos[Notas 6] - Hong Kong - Islandia - Ilhas Marshall - Israel - Jamaica - Japão[Notas 7] - Liechtenstein - Macao - Malásia - Micronésia - Mónaco - Noruega \| - Nova Zelândia[Notas 8] - Palau - Panamá - Paraguai - Reino Unido[Notas 9] - San Marino - Singapura - Suíça - Trindade e Tobago - Uruguai \| | | |
| - Andorra - Argentina - Austrália - Bahamas - Barbados - Belize - Bolivia - Canadá - Chile - Colombia - Coreia do Sul - Costa Rica - Emirados Árabes Unidos | - Estados Unidos - Hong Kong - Islandia - Ilhas Marshall - Israel - Jamaica - Japão - Liechtenstein - Macao - Malásia - Micronésia - Mónaco - Noruega | - Nova Zelândia - Palau - Panamá - Paraguai - Reino Unido - San Marino - Singapura - Suíça - Trindade e Tobago - Uruguai |

## Cartão ABTC de Viagem de Negócios
Portadores de passaportes dos seguintes países que possuam um cartão de viagem de negócios ABTC (ou Cooperação Econômica Ásia-Pacífico | APEC) com o código "Mex" no verso e válido para o México podem entrar para fins comerciais sem a necessidade de processar um visto com um período de permanência de até 90 dias.
Os cartões são emitidos a cidadãos dos seguintes Estados:
| - Austrália - Brunei - Chile - China - Coreia do Sul - Filipinas - Hong Kong - Indonésia - Japão | - Malásia - Nova Zelândia - Papua-Nova Guiné - Peru - Rússia - Singapura - Tailândia - Taiwan - Vietnã |

## Visto Eletrônico
O Sistema de Autorização Eletrônica (SAE) é um sistema online que permite aos cidadãos dos seguintes países viajar de avião mediante a obtenção de visto ou autorização eletrônica para viajar ao México a turismo ou negócios, sem ações remuneradas e sem a necessidade de fazer o processamento em consulados ou embaixadas. É válido por 30 dias para uma única entrada e estadia de até 180 dias. Ressalta-se que o SAE funciona apenas para entrada aérea, é necessário solicitar visto se você pretende entrar no país por via terrestre ou marítima, também se a companhia aérea com a qual você viaja não participa do esquema SAE, um será necessário visto.
Os países são:
- Rússia
- Turquia
- Ucrânia

Desde 11 de dezembro de 2021, os cidadãos da República Federativa do Brasil foram autorizados a processar o SAE. A partir de 18 de agosto de 2022, a opção SAE está desativada para cidadãos brasileiros, portanto agora é necessário que os cidadãos deste país processem um visto caso desejem viajar para o México. Em julho de 2023, ambos os governos anunciaram a sua intenção de adotar vistos eletrónicos para os nacionais um do outro e, eventualmente, retomar o seu acordo de isenção de visto.